# 劳里·勒夫
劳里·勒夫（英語：Lauri Love，/ˈlaʊri/，1984年12月14日—）是一名曾被指控入侵美国陆军、导弹防御局和国家航空航天局系统盗窃数据的英国行动主义者。 勒夫的案件在朱利安·阿桑奇的引渡程序中被引用为先例。

## 早年生活及教育
勒夫出身于萨福克郡斯特拉迪什尔，具有英国和芬兰双重国籍。其父亚历山大·勒夫曾是监狱牧师。劳里·勒夫从预科学校辍学，在火鸡场工作。之后，因其母亲是芬兰籍，他申请了芬兰护照，并在芬兰国防军服役六个月，后来成为良心拒服兵役者，服民役六个月。
勒夫曾申请就读英格兰诺丁汉大学，在第二个学期因身心不适而退学，后又申请就读苏格兰格拉斯哥大学，在第二学年同样因健康原因退学。勒夫在此期间曾参与学生抗议活动。

## 遭到起诉

### 美国
劳里·勒夫因被怀疑“入侵美国等地的数千台计算机（包括联邦部门的计算机网络）以盗窃大量机密数据”于2013年和2014年在美国新泽西州、纽约和弗吉尼亚州分别遭到刑事起诉。美国曾试图将其引渡受审。勒夫在当地的律师是托·埃科兰德。

#### 引渡听证会
劳里·勒夫的父亲亚历山大·勒夫于2016年6月28日和29日在威斯敏斯特裁判法院举行的的引渡听证会上作证称，劳里被诊断出亚斯伯格症，因此不应被引渡。心理医生西蒙·拜仁—科恩也声称，由于劳里在2012年被诊断出精神分裂、皮肤炎和抑郁症，所以也不应该被引渡。
劳里·勒夫与父母一起生活。西蒙·拜仁—科恩称，勒夫曾告诉他如果自己被引渡就会自杀。而亚历山大·勒夫则声明自己的儿子成年且去往芬兰服役后才被诊断出孤独症。
勒夫本人在2016年6月29日出庭。法庭怀疑勒夫一家利用媒体的影响力获得反对引渡的声音。其中，勒夫得到了勇气基金会的支持。听证会没有立即得出结果。
9月16日，威斯敏斯特裁判法院判决勒夫可能会被引渡至美国。勒夫的律师凯伦·托德娜表示将会上诉。2018年2月5日，高等法院接受了上诉，并裁定勒夫因其罪行而在英格兰受指控“并不严苛”。

### 英国
英国国家刑事局在2013年逮捕了勒夫。两年后的2月，BBC新闻证实勒夫正采取法律措施以要求国家刑事局归还逮捕他时没收的计算机。
2016年，威斯敏斯特裁判法院的妮娜·坦皮亚法官裁决勒夫无需把他的密码及密钥告知国家刑事局。

## 流行文化
2018年1月，英国小说家弗里德里克·福塞斯宣称将出版以劳里·勒夫和同样被指控黑客行为且患有亚斯伯格症的盖里·麦金农的故事为灵感来源的小说。